# Signaux routiers de direction, de jalonnement ou d’indication
 (décembre 2023).
Si vous disposez d'ouvrages ou d'articles de référence ou si vous connaissez des sites web de qualité traitant du thème abordé ici, merci de compléter l'article en donnant les références utiles à sa vérifiabilité et en les liant à la section « Notes et références ».
 (décembre 2023).
La mise en forme du texte ne suit pas les recommandations de Wikipédia : il faut le « wikifier ».
Les points d'amélioration suivants sont les cas les plus fréquents. Le détail des points à revoir est peut-être précisé sur la page de discussion.
- Les titres sont pré-formatés par le logiciel. Ils ne sont ni en capitales, ni en gras.
- Le texte ne doit pas être écrit en capitales (les noms de famille non plus), ni en gras, ni en italique, ni en « petit »…
- Le gras n'est utilisé que pour surligner le titre de l'article dans l'introduction, une seule fois.
- L'italique est rarement utilisé : mots en langue étrangère, titres d'œuvres, noms de bateaux, etc.
- Les citations ne sont pas en italique mais en corps de texte normal. Elles sont entourées par des guillemets français : « et ».
- Les listes à puces sont à éviter, des paragraphes rédigés étant largement préférés. Les tableaux sont à réserver à la présentation de données structurées (résultats, etc.).
- Les appels de note de bas de page (petits chiffres en exposant, introduits par l'outil «  Source ») sont à placer entre la fin de phrase et le point final[comme ça].
- Les liens internes (vers d'autres articles de Wikipédia) sont à choisir avec parcimonie. Créez des liens vers des articles approfondissant le sujet. Les termes génériques sans rapport avec le sujet sont à éviter, ainsi que les répétitions de liens vers un même terme.
- Les liens externes sont à placer uniquement dans une section « Liens externes », à la fin de l'article. Ces liens sont à choisir avec parcimonie suivant les règles définies. Si un lien sert de source à l'article, son insertion dans le texte est à faire par les notes de bas de page.
- La présentation des références doit suivre les conventions bibliographiques. Il est recommandé d'utiliser les modèles {{Ouvrage}}, {{Chapitre}}, {{Article}}, {{Lien web}} et/ou {{Bibliographie}}. Le mode d'édition visuel peut mettre en forme automatiquement les références.
- Insérer une infobox (cadre d'informations à droite) n'est pas obligatoire pour parachever la mise en page.

Pour une aide détaillée, merci de consulter Aide:Wikification.
Si vous pensez que ces points ont été résolus, vous pouvez retirer ce bandeau et améliorer la mise en forme d'un autre article.
La Convention de Vienne sur la signalisation routière, adoptée le 8 novembre 1968, définit huit catégories de signaux : les signaux d'avertissement de danger, les signaux de priorité, les signaux d'interdiction ou de restriction, les signaux d'obligation, les signaux de prescriptions particulières, les signaux d'information, d'installation ou de service, les signaux de direction, de jalonnement ou d'indication, les panneaux additionnels.
Le présent article est consacré aux signaux routiers de direction, de jalonnement ou d’indication, codifiés G.
Le descriptif ci-après est celui défini dans la convention de Vienne. Il peut donc se retrouver notamment dans les signaux nationaux des États qui ont ratifié cette convention.

## Caractéristiques générales et symboles

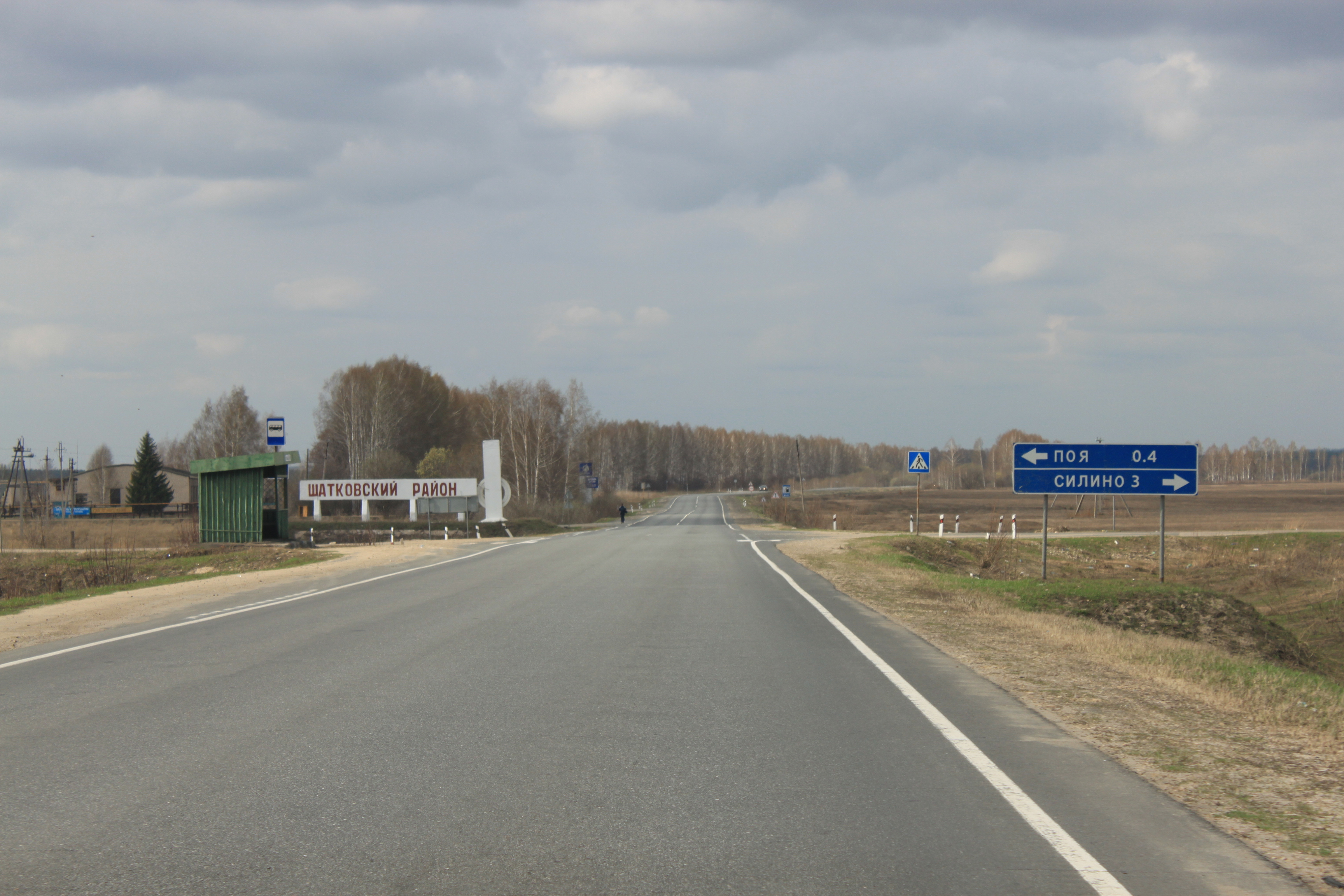
Panneau routier directionnel à Poya et Silino dans la région (oblast) de Nizjnij Novgorod, Russie.

Les signaux d’indication sont normalement rectangulaires; toutefois, les signaux de direction peuvent avoir la forme d’un rectangle allongé à grand côté horizontal et se terminant par une pointe de flèche.
Les signaux d’indication montrent soit des symboles ou inscriptions blancs ou de couleur claire sur fond de couleur foncée, soit des symboles ou inscriptions de couleur foncée sur fond blanc ou de couleur claire; la couleur rouge ne peut être employée qu’à titre exceptionnel et ne doit jamais prédominer.
Les signaux de présignalisation ou de direction concernant les autoroutes ou les routes assimilées aux autoroutes portent des symboles ou inscriptions en blanc sur fond bleu ou vert.
Les signaux indiquant un état temporaire tel qu’un chantier ou une déviation peuvent avoir un fond orange ou jaune et porter des symboles ou inscriptions en noir.

## Signaux de présignalisation
La Convention de Vienne donne en annexe différents exemples de présignalisation.

## Signaux d’indication
Onze signaux ou familles de signaux d’indication sont décrits dans la convention de Vienne
- Signaux indiquant le nombre et le sens des voies de circulation
- Signaux indiquant la fermeture d’une voie de circulation
- Signal «Route sans issue»
- Signal «Limites de vitesse générales»
- Signal «Praticabilité de la route»
- Signal «Vitesse conseillée»
- Signal indiquant un itinéraire conseillé pour poids lourds
- Signal annonçant une voie de détresse
- Signaux annonçant une passerelle ou un passage souterrain pour piétons
- Signaux annonçant une sortie d’autoroute
- Signaux annonçant les issues de secours